# Babenhausener Totentanz

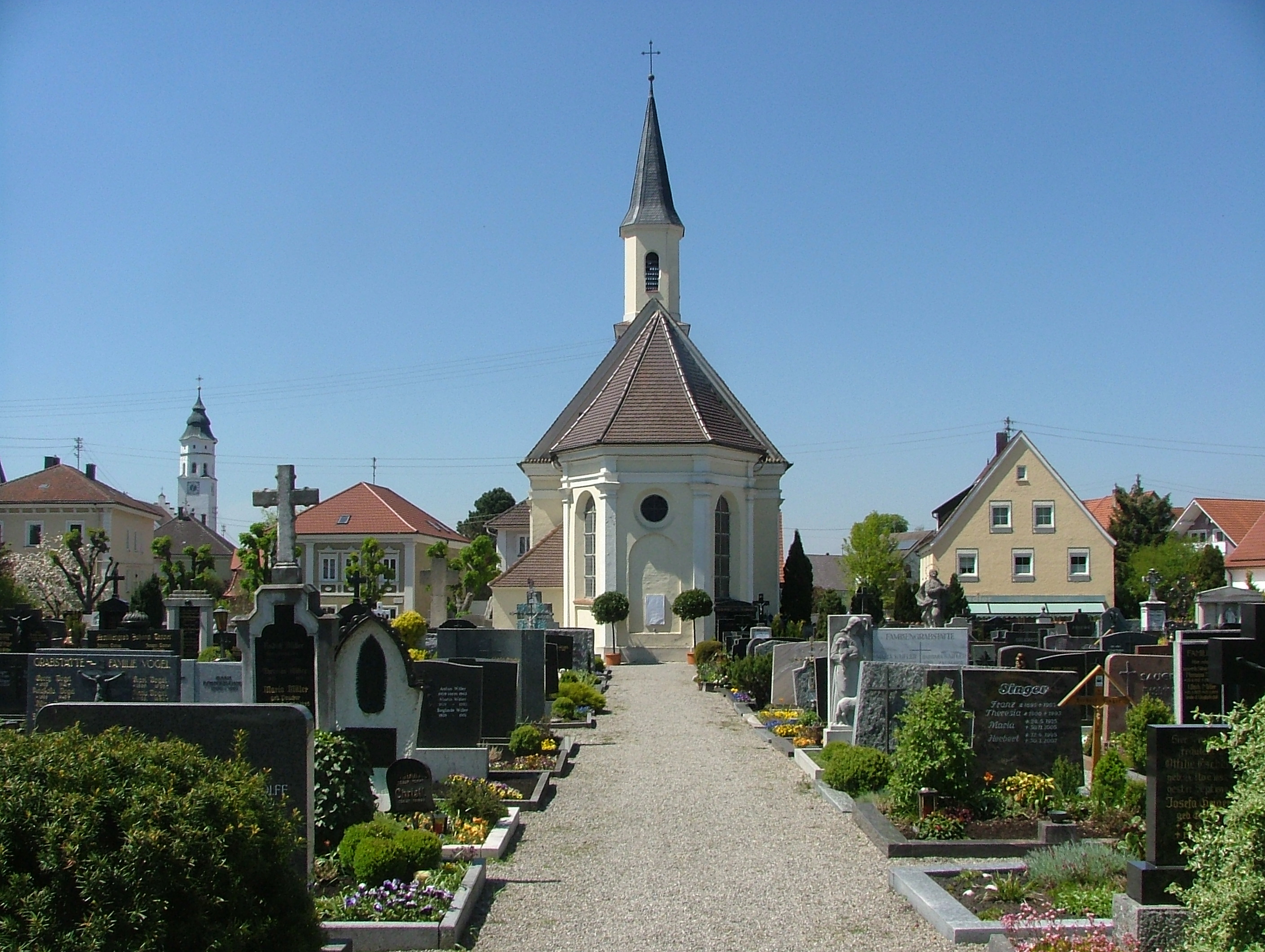
St. Maria in Babenhausen

Der Babenhausener Totentanz ist ein Bilderzyklus in der 1722 erbauten Friedhofskapelle St. Maria in Babenhausen, im Landkreis Unterallgäu in Bayern. Er wurde um das Jahr 1722 geschaffen und besteht aus sieben Bildern an beiden Emporenbrüstungen. Der Maler des Totentanzes und der Fresken in der Kapelle ist nicht eindeutig bekannt. Eventuell wurden die Bilder von Michael Niggl aus Hiltenfingen geschaffen. Als Vorlage für den Totentanz dienten Kupferstiche aus einem Werk des römisch-katholischen Predigers Abraham a Sancta Clara († 1709), das posthum 1710 erstmals veröffentlicht wurde.

## Bilderzyklus
Der Babenhausener Totentanz ist kein Totentanz in dem Sinne, dass der Tod in verschiedener Gestalt mit vom Tode Gezeichneten tanzt. Vielmehr handelt es sich um eine Abfolge von sieben thematisch zusammenhängenden Todesbildern. Drei davon befinden sich an der oberen, die restlichen vier an der unteren Empore. Der Maler variierte die Motive des Totentanzes im Vergleich zur Kupferstichvorlage teilweise deutlich. Die Bilder in der Kapelle sind in kräftigen Farben ausgeführt, ganz im Gegensatz zur Vorlage. Auch die anderen Fresken und Darstellungen in der Kapelle drehen sich um das Thema Tod. Zum Totentanz im engeren Sinne gehören jedoch nur die Darstellungen an den Emporenbrüstungen.

### Papst und Tod
Das Bild in der Mitte der oberen Empore folgt weitgehend der Vorlage. Der Tod ist im Begriff, eine Säule mit einer Tiara mit einer Axt zu zerstören. Ein feiner Unterschied des Motivs besteht in der Handhaltung des Todes. In der Vorlage umfasst der Tod die Säule mit der Hand, in der Totentanzdarstellung stützt er sich jedoch an der Säule, die mit Rissen durchzogen ist. Im Hintergrund ist eine Kirchenfassade in räumlicher Tiefe dargestellt. In  zwei Nischen dieser Fassade befinden sich die Figuren eines Mannes mit einem Schwert in der Hand und einer Frau. Trotz der fehlenden Schlüssel wird vermutet, dass es sich bei der männlichen Figur um den Apostel Petrus handelt. Dann läge es nahe, die Frauenfigur als Ecclesia zu deuten, obwohl die Darstellung nicht die typischen ikonographischen Attribute aufweist. In die Zeit, in der das Bild geschaffen wurde, fällt der Tod des Papstes Klemens XI. († 1721). Dieser Umstand dürfte jedoch keinen Einfluss auf die Darstellung gehabt haben, vielmehr folgt das Bild dem alten Totentanzschema. Das Bild trägt folgende Inschriften in Latein und Deutsch:

„Mortuus est Aaron (Dtn 32,50 )“

„Ja Statthalter auf Erden / muß mir Zu theil Werden“

### Was der Sarg dir sagt
Der Grundaufbau des Bildes links oben an der Empore folgt der Vorlage, wurde jedoch teilweise stark vom Künstler angepasst. An Stelle des Kaisers steht eine weinende Kaiserin am Sarg. Die Krone des Toten im Sarg ist nicht mehr zu erkennen. Mit dem linken Fuß auf dem Sarg stehend tritt der Tod in Erscheinung. Er hält links eine Sense und rechts ein Stundenglas in den Händen. Ob das Stundenglas anzeigt, dass die Zeit für den Toten abgelaufen war, oder als Mahnung an die trauernde Kaiserin zu deuten ist, dass auch ihre Todesstunde kommen wird, ist nicht klar ersichtlich. Folgender Text befindet sich am linken Bildrand:

„Haeccine est illa? (2 Kön 9,37 )“

„Man kennet Sie nit mehr / Wer Sie Gewest vorher“

### Prälat und Tod
Lediglich die Waage ist das übereinstimmende Motiv von Vorlage und Bild Prälat und Tod rechts an der oberen Emporenbrüstung. Der Tod, dargestellt als Skelett mit Totenlaken, hält die Waage in der rechten Hand. In der einen Waagschale befinden sich eine Bischofsmitra (Inful) und ein Kardinalshut (Galero), die gegen eine Sense und eine Krone in der anderen Waagschale aufgewogen werden. Auf diese Waagschale zeigt die linke Hand des Todes. Zwischen dem Tod und der Schrifttafel am rechten Rand befindet sich ein Baumstumpf mit aufgesetztem Totenkopf, durch den sich eine Schlange windet. Der Vorlage folgend sind im Hintergrund Berge und eine freie Landschaft zu sehen. Wiederum abweichend ist der linke Rand des Bildes. Am linken Rand des Bildes ist, abweichend von der Vorlage, ein Teil einer Kirchenfassade mit herabhängenden, diagonal gekreuzten, Knochen dargestellt. Im rechten Drittel des Bildes finden sich folgende Inschriften:

„Non habemus hic manentem civitatem (Hebr 13,14 )“

„Auch Inful und hut / der Tod nit schonen thut.“

### Kind und Tod
Mit dieser Darstellung soll die Erbarmungslosigkeit des Todes besonders deutlich gezeigt werden. Der Tod stützt sich mit dem rechten Unterarm auf einen Spaten, während er neben dem Kind in der Wiege steht. In der linken Hand hält der Tod ein Spielzeug über die Wiege, welches das Kind jedoch schon nicht mehr beachtet. Der Blick des Kindes geht bereits ins Leere und spiegelt den Tod wider. Das Bild zeigt die beiden Inschriften:

„Cecidit flos (Jes 40,7 )“

„Auch schon die Wiegen / ist zum Todt ein Stiegen.“

### Täglicher Tod – Ewiges Leben
Auf dem Gemälde wird ein auf einem Schemel oder einer Bank sitzender Mönch dargestellt, der in beiden Händen einen Totenschädel hält und aufmerksam betrachtet. Er sitzt dabei vor einem kleinen Tisch oder Altar, der mit einem über die Seiten des Tisches herabfallenden Stoff bedeckt ist. Auf dem Tisch ist ein dem Mönch zugewandtes Kruzifix aufgestellt. Der Maler von Babenhausen weicht dabei nur in wenigen Details von der Vorlage ab.

„Quotidie morior (1 Kor 15,31 )“

„Betracht ich, was noch muß werden / So frag wenig nach der Erden.“

### Maler und Tod
Der Kopfstichvorlage folgend wird ein Maler vor einer Staffelei gezeigt. Dahinter steht der Tod, der mit seiner rechten Hand das gerade geschaffene Gemälde von der Staffelei nimmt. Im Vergleich zur Vorlage, wo der Maler einen älteren Mann porträtiert, ist auf der Staffelei das Porträt einer Frau zu sehen. Im Hintergrund findet sich, wie bei den anderen Bildern, Architekturmalerei. Die Hauptszene wird von zwei Säulen flankiert. Links im Bild, neben der Säule, hängt eine Palette an der Wand. Im rechten Drittel befindet sich eine männliche Figur in einer Wandnische. In der Hand hält die Figur einen Palmzweig. Davor auf dem Boden steht die Gemäldeablage des Malers, mit einem Totenkopf an Stelle eines fertigen Bildes.

„Fugit velut umbra (Hi 14,2 )“

„Alle kunst ist umb sunst / und beim Tod ohne Gunst“

### Alter und Tod
Der lateinische Text im oberen Spruchband bezieht sich auf eine Vorlage, die der Künstler von Babenhausen nicht im Bild aufgegriffen hat. In der Kupferstichvorlage zur übernommenen Inschrift sitzt ein junger Mann vor einem Räuchergefäß, aus welchem Rauch aufsteigt. Auf diese Szene bezieht sich die lateinische Inschrift mit Bezug zur Bibelstelle in Psalm 102: Meine Tage sind wie Rauch geschwunden, meine Glieder wie von Feuer verbrannt. Das Gemälde ganz rechts an der unteren Emporenbrüstung zeigt jedoch einen im Bett liegenden reichen Mann. Der Reichtum wird durch den Baldachin über dem Bett, die bestickte Bettdecke und die beiden Pokale auf dem Tisch vor dem Bett verdeutlicht. Diese Darstellung folgt in weiten Zügen einer Vorlage von Abraham a Sancta Clara, jedoch wurde der dort verwendete lateinische Spruch (Sir 41,1 ) nicht übernommen.

„Defecerunt sicut fumus dies mei (Ps 102,4 )“

„Das Alter, gut und gelt, / vergehet sambt eitler Welt.“